# II. Noferhotep
II. Noferhotep (uralkodói neve Merszehemré) az ókori egyiptomi XIII. dinasztia végének egyik uralkodója. I. e. 1691–1688 vagy 1651–1648 közt uralkodott, összesen három évig és egy hónapig. Talán azonos Merszehemré Ineddel.
Két szobra ismert, ezek a karnaki rejtekhelyről kerültek elő, és a király a Merszehemré Noferhotep nevet viseli rajtuk. A torinói királylista hetedik oszlopának hatodik sorában, valamint a karnaki királylistán (VI. 2) szerepel egy Merszehemré Ined nevű uralkodó, akivel Jürgen von Beckerath azonosnak tartja Noferhotepet, Kim Ryholt azonban úgy véli, két különböző személyről van szó.

## Fordítás
- Ez a szócikk részben vagy egészben  a   Neferhotep II. című német Wikipédia-szócikk ezen változatának fordításán alapul.  Az eredeti cikk szerkesztőit annak laptörténete sorolja fel. Ez a jelzés csupán a megfogalmazás eredetét és a szerzői jogokat jelzi, nem szolgál a cikkben szereplő információk forrásmegjelöléseként.